# 雷明登58半自動霰彈槍
雷明登58（英語：Remington Model 58，又稱：運動員58型）是一款由美国槍械製造商雷明登武器公司在20世紀中期所研製和生產的半自動霰彈槍，該槍為雷明登的第一款氣動式霰彈槍，並且與後座作用型號雷明登11-48一起銷售。從1956年生產到1963年停產，並有著發射23⁄4英吋12號、16號、20號等霰彈藥筒的衍生型，直到它被雷明登1100取代。

## 概述
身為雷明登第一款氣動式霰彈槍，雷明登58與同時代而與之共享多個設計特徵和部件的雷明登11-48相比起來有著眾多設計缺失。導氣系統置於管式彈倉的前部以內，因此彈倉容量被限於2發。從槍管導氣孔當中將高壓燃氣抽入大型汽缸以內。該汽缸以內的活塞會向後推動槍機連桿，使得其反過來操作槍栓以使槍機運轉來。槍機弹簧亦位於管式彈倉的前端內側。
事實證明，這種設計比雷明登11-48更為昂貴，但可靠性卻更為差劣，而且更為沉重。雷明登決定以將雷明登11-48與雷明登58型兩者的最佳特徵相互結合而成的新型號將雷明登58取代掉。由此產生出來的雷明登1100隨即取代了雷明登58，並且由於已證明了其非常成功而很快也取代了11-48型，並且在其推出後的50多年、直到2014年仍然繼續生產。

## 版本
雷明登58製有多種版本和等級，包括3英吋馬格南霰彈藥筒版本和步槍型瞄準具版本。